# Pfandl (Gemeinde Bad Ischl)
Pfandl ist ein Stadtteil der Stadtgemeinde Bad Ischl in Oberösterreich, er befindet sich in der Ortschaft Haiden westlich des Zentrums.
Urkundlich lässt sich hier bereits 1312 das Vorhandensein eines „Pfennleins in dem Yschelland“ nachweisen, ein Pfannhaus, das dem Kloster Traunkirchen gehörte und in dem salzhaltiges Wasser zu Salz versotten wurde. Dieses wurde aber mit der Intensivierung und Technisierung der Salzgewinnung eingestellt. Davon geblieben ist jedoch der der Flurname Pfandl, auf dem sich der heutige Stadtteil entwickelte.
Der Stadtteil wuchs in der 2. Hälfte des 20. Jahrhunderts stark an, sodass sich auch eine eigene Pfarre etablieren konnte. Die ursprüngliche, in der Mitte des 19. Jahrhunderts errichtete, hölzerne Kapelle wurde 1865 neu in Stein errichtet und 1908 bis 1923 zur Kirche ausgebaut. Diese wurde in den 1950er Jahren durch eine neue Kirche im Süden des Stadtteils ersetzt, der späteren Pfarrkirche Pfandl Maria an der Straße.
Im Norden von Pfandl liegt der Friedhof ().